# جورج دبنج
جورج برنارد دبنج (بالفرنسية: Georges-Bernard Depping)‏ (11 مايو 1784 - 5 سبتمبر 1853)، ويعرف أيضا باسم جورج برنهارد دبنج. كان كاتبا ومؤرخا فرنسيا من أصل ألماني.

## حياته
ولد في مدينة مونستر في ولاية فستفالين بألمانيا، ودرس فيها، ثم سافر إلى باريس عام 1803 حيث استقر بها وعاش وعمل في مهن مختلفة، بدأ كمعلما للغة الألمانية ثم مراسلا لصحيفة Morgenblatt ثم مدرسا في إحدى المدارس الخاصة ثم أمينا لأحد المكتبات.

## أعماله
ألف في مجالات شتى، فألف بالألمانية في البداية ثم بعد ذلك كان أغلب مؤلفاته بالفرنسية.
أول أعماله قصة شعرية للأطفال بعنوان «مندور ولاورا» (1806)، مجلدين لقصص الأطفال بالفرنسية (1807)، تدريبات نحوية لاتينية للناشئة (1801)، تاريخ موجز لأسبانيا في مجلدين (1811)، كتاب عن مظاهر جمال الطبيعى في فرنسا (1812)، وكتاب أساسي في الجغرافيا (1812)، نشر المراسلات الإدارية في عهد لويس الرابع عشر في أربعة مجلدات، والمجلد الرابع تعاون فيه معه ابنه جيوم (1829 - 1932).
كما كتب في الرحلات والتاريخ والجغرافيا، نشر عام 1813 كتاب تناول رحلته من باريس إلى نيوشاتل، وفي عام 1822 نشر كتابا في مجلدين عن سويسرا، وكتابا آخر في مجلدين عن رحلة طالب في قارات العالم، وفي عام 1823 كتابا عن جغرافية أسبانيا والبرتغال، وآخر عن بلاد اليونان (1823)، ثم كتاب الجغرافية للشباب (1826).
وفي التاريخ نشر في مجلدين كتاب عن تاريخ الحملات البحرية للنورمانديين (1826).
عرف رفاعة الطهطاوي مؤلفات دبنج أثناء دراسته في باريس، وترجم له كتابا قرأه ويقول عنه في التخليص في سياق ما قرأ على مسيو شفالييه:
- «قرأت كتابا يسمى سير أخلاق الأمم وعوايدهم وآدابهم.»[3]

والكتاب الذي قصده رفاعة هو: "Aperçu historique sur les mœurs et coutumes des nations" باريس 1826، ترجم رفاعة الكتاب بعنوان «قلائد المفاخر في غريب عوائد الأوائل والأواخر» ولم يترجم مقدمة الكتاب ولم ينقل المراجع التي ذكرها المؤلف في آخره وإنما نقل محتوى نصوص فصول الكتاب إلى العربية. وطبعت الترجمة عام 1833 مع مقدمة تشرح الألفاظ التي استخدمت في الترجمة وعنونت المقدمة ب«شرح الكلمات الغريبة التي توجد في كتاب قلائد المفاخر في غريب عوائد الأوائل والأواخر».